# Eriococcus latialis
Eriococcus latialis är en insektsart som beskrevs av Leonardi 1907. Eriococcus latialis ingår i släktet Eriococcus och familjen filtsköldlöss.
Artens utbredningsområde är Italien. Inga underarter finns listade i Catalogue of Life.